# Bahnstrecke Bern Fischermätteli–Schwarzenburg
| |                      |                             |                             |
| Streckennummer (BAV): | 297                  |                             |                             |
| Fahrplanfeld: | 306                  |                             |                             |
| Streckenlänge: | 17,35 km             |                             |                             |
| Spurweite: | 1435 mm (Normalspur) |                             |                             |
| Stromsystem: | 15 kV 16,7 Hz ~      |                             |                             |
| Maximale Neigung: | 35 ‰                 |                             |                             |
| Minimaler Radius: | 177 m                |                             |                             |
| Streckengeschwindigkeit: | 90 km/h              |                             |                             |
| Zugbeeinflussung: | ETCS Level 1         |                             |                             |
| |                      |                             |                             |
| \| \| \| von Bern Holligen \| \| \| \| 3,520 \| Bern Fischermätteli \| 551 m ü. M. \| \| \| \| nach Thun \| \| \| \| 5,000 \| Liebefeld \| 563 m ü. M. \| \| \| 5,713 \| Köniz \| 572 m ü. M. \| \| \| 7,800 \| Moos \| 628 m ü. M. \| \| \| 8,870 \| Gasel \| 650 m ü. M. \| \| \| 10,890 \| Niederscherli \| 656 m ü. M. \| \| \| \| Scherligraben (45 m) \| \| \| \| 12,820 \| Mittelhäusern \| 669 m ü. M. \| \| \| \| Schwarzwasserbrücke (180 m) \| \| \| \| 14,660 \| Schwarzwasserbrücke \| 645 m ü. M. \| \| \| 17,830 \| Lanzenhäusern \| 741 m ü. M. \| \| \| 20,870 \| Schwarzenburg \| 792 m ü. M. \| |                      |                             |                             |
| Strecke |                      | von Bern Holligen           | von Bern Holligen           |
| Dienststation / Betriebs- oder Güterbahnhof | 3,520                | Bern Fischermätteli         | 551 m ü. M.                 |
| Abzweig geradeaus und nach links |                      | nach Thun                   | nach Thun                   |
| Haltepunkt / Haltestelle | 5,000                | Liebefeld                   | 563 m ü. M.                 |
| Bahnhof | 5,713                | Köniz                       | 572 m ü. M.                 |
| Haltepunkt / Haltestelle | 7,800                | Moos                        | 628 m ü. M.                 |
| Bahnhof | 8,870                | Gasel                       | 650 m ü. M.                 |
| Bahnhof | 10,890               | Niederscherli               | 656 m ü. M.                 |
| Brücke |                      | Scherligraben (45 m)        | Scherligraben (45 m)        |
| Bahnhof | 12,820               | Mittelhäusern               | 669 m ü. M.                 |
| Brücke über Wasserlauf |                      | Schwarzwasserbrücke (180 m) | Schwarzwasserbrücke (180 m) |
| Haltepunkt / Haltestelle | 14,660               | Schwarzwasserbrücke         | 645 m ü. M.                 |
| Haltepunkt / Haltestelle | 17,830               | Lanzenhäusern               | 741 m ü. M.                 |
| Kopfbahnhof Streckenende | 20,870               | Schwarzenburg               | 792 m ü. M.                 |

Die Bahnstrecke Bern Fischermätteli–Schwarzenburg ist eine Eisenbahnstrecke im Schweizer Kanton Bern. Die Bern-Schwarzenburg-Bahn eröffnete die normalspurige und eingleisige Strecke 1907 und elektrifizierte sie 1920.

## Geschichte
Vor der Eröffnung der Bahn bestanden von Schwarzenburg aus zwei bis drei tägliche Kutschenverbindungen für jeweils sechs Personen mit einer Fahrtdauer von mindestens drei Stunden.
Die Strecke wurde durch die 1901 gegründete Eisenbahngesellschaft Bern-Schwarzenburg-Bahn erbaut. Infolge grösserer Bauschwierigkeiten wurde sie erst am 1. Juni 1907 eröffnet. Die Strecke brachte einen wirtschaftlichen Aufschwung für Schwarzenburg.
Die Strecke wurde elektrifiziert, und am 6. Dezember 1920 wurde der elektrische Betrieb Bern–Schwarzenburg aufgenommen.
Durch die Fusion der Bern-Schwarzenburg-Bahn mit der Gürbetalbahn wurde per 1. Januar 1944 die Gürbetal-Bern-Schwarzenburg-Bahn die Betreiberin der Strecke. Die Gürbetal-Bern-Schwarzenburg-Bahn war daraufhin Teil einer Betriebsgruppe unter Führung der Bern-Lötschberg-Simplon-Bahn.
Besonders in den 1960er Jahren wurde eine Streckenstilllegung diskutiert, da für den Bau einer neuen Betonbrücke übers Schwarzwasser hohe Investitionen nötig waren.
1978 wurde ein Kredit in Höhe von 2,62 Millionen Schweizer Franken für die Ausrüstung der Strecke mit elektrischen Sicherungs- und Fernübertragungseinrichtungen bewilligt.
Im Mai 1982 wurden Relaisstellwerke der Bauform Domino 69 Spezial mit Rückfallweichen und Gleichstromblock ohne durchgehende Streckengleisfreimeldeanlage in Betrieb genommen und wurden Fernsteuerungen der Bauform Integra aus Bern Weissenbühl ausgeführt.
Durch eine Fusion übernahm 1997 die BLS Lötschbergbahn die Strecke. 2006 wurde die BLS AG Nachfolgerin der BLS Lötschbergbahn. Rückwirkend zum 1. Januar 2009 wurde die in mehrheitlichem Eigentum des Bundes stehende BLS Netz die Infrastrukturbetreiberin der Strecke.
Im Juni 2025 vereinbarten Siemens Mobility und BLS Netz eine Erneuerung der Leit- und Sicherungstechnik und Hochrüstung ETCS Level 1 auf ETCS Level 2 ohne Signale mit geplanter Inbetriebnahme 2029.
Unfälle
Am 28. Juni 1916 entgleiste in der Station Ausserholligen ein Personenwagen und stürzte um; ein Reisender starb, 20 wurden verletzt.

## Streckenbeschreibung
Die Strecke weist neben ihrer Steigung von 35 ‰, die sie zu den steilsten Normalspurstrecken in der Schweiz macht, auch enge Kurvenradien von mindestens 177 Metern auf. Aus diesem Grund werden auch immer wieder Mess- und Testfahrten für Neuzulassungen durchgeführt. Die maximale Geschwindigkeit für Personenzüge mit erhöhter Kurvengeschwindigkeit beträgt auf diesen Abschnitten 55 km/h.
Bei der Streckenkilometrierung wird die Kilometrierung der Bahnstrecke Bern–Belp–Thun mit dem Nullpunkt im Bahnhof Bern fortgesetzt.

## Verkehr
Im ersten Betriebsjahr verkehrten sechs tägliche mit Dampflokomotiven bespannte Zugpaare zwischen Bahnhof Bern und Schwarzenburg mit einer Reisezeit von 1,5 Stunden.
1992 verkehrten die Personenzüge im Stundentakt mit Verstärkern zu den Hauptverkehrszeiten am Morgen, Mittag und am frühen Abend. Bei den stündlichen Regelzügen betrug die Fahrzeit 32 Minuten. Werktags verkehrten 23 Züge je Richtung.
2007 verkehrten im Halbstundentakt über 30 Zugpaare der Linie S 2 der S-Bahn Bern. Die Reisezeit der niederflurigen Züge zwischen Bern und Schwarzenburg betrug 32 Minuten. Dabei wurden jährlich 2,1 Millionen Fahrgäste befördert. Allein der Bahnhof Schwarzenburg verzeichnete werktags 2100 Einsteiger.